# Бармашов, Дмитрий Владимирович
 Дмитрий Владимирович Бармашов (род. 25 сентября 1985 года, г.Усть-Каменогорск) — казахстанский фристайлист.

## Биография
Д. В. Бармашов родился в 1985 году в Усть-Каменогорске, где и начал заниматься фристайлом.
На международных соревнованиях выступает с 2004 года, когда на этапе Кубка Европы в Межеве (Франция) показал 11-й результат.
В 2005 году принимает участие в чемпионате мира в Руке (Финляндия), где становится 35-м в могуле и 17-м — в параллельном могуле.
А в 2007 году на мировом первенстве в Мадонна-ди-Кампильо (Италия) становится 31-м в могуле и 36-м — в параллельном могуле.
2008 год принес Дмитрию три «золота» этапов Кубка Европы: в могуле — во французском Межеве, и в параллельном могуле и могуле в немецком Шлирзе.
Зимой 2008-09 года, участвуя в нескольких турнирах, Дмитрий оставался без наград. Более того, на чемпионате мира в японском Инавасиро он был лишь 29-м в могуле и 37-м — в параллельном могуле.
Таким же неудачным был и следующий сезон, когда он принял участие в Олимпиаде-2010 в Ванкувере и лишь 29-й (предпоследний) результат.
А в декабре 2010 года завоевал «бронзу» в могуле на международном турнире в финской Руке.
На зимней Азиаде-2011 в Алматы Дмитрий победил в параллельном могуле и взял «бронзу» могуле.
Сезон 2011-12 года также оказался неудачным.